# 逸見昌經
逸見昌經（日语：／ Hemi Masatsune，1522年—1581年4月29日、大永二年－天正九年三月廿六日），日本戰國時代至安土桃山時代武將，曾仕於若狹武田氏與織田氏。
昌經約在天文二十年（1551年）以前出家，法號為「駿河入道宗全」。

## 生平

### 初仕武田氏
逸見氏為甲斐源氏之庶流，世代擔任甲斐源氏嫡流—武田氏之家臣。
在武田氏領國（若狹國）支配體制之下，遠敷郡被作為其統治中心；位於東側的三方郡佐柿，由粟屋氏把守；西側的大飯郡高濱，則由逸見氏鎮守，兩家分別肩負起防備鄰國的職責。
昌經最初仕於若狹守護武田信豐。天文二十三年（1554年），信豐應室町幕府管領、同時亦是丹波守護的細川晴元之請（註：晴元與信豐有姻親關係，二人皆娶六角定賴之女為妻:18-19），前往丹波協助晴元方的丹波勢力，與京都三好方的松永長賴展開交戰。昌經也隨軍出征，積極參與丹波各地戰事。
然而，武田軍最終遭遇敗北，也使得信豐做為守護的權威難以施及全國，喪失統率家中有力被官與武將的能力。不得已之下，信豐只得暫時將家督之位讓與長子武田義統，並選擇隱居。

### 內亂與叛變
弘治二年（1556年），隱居的信豐與現任守護義統產生對立，若狹國內爆發了內亂。據木下聡先生分析，對立之原因係信豐意欲讓義統之弟信由繼承家督，繼而引發義統不滿所致。
這場內亂之後，雖由義統正式繼承家督，但雙方隨後又為信豐隱居領（退休後的俸祿或領地）問題發生衝突。
到了永祿元年（1558）七月，事態更演變至「分裂本國」的地步。為此，信豐不得不向近江的六角氏尋求庇護，離開若狹。
見武田家內部陷入如此混亂之情勢，為避免捲入內訌，武田家的部分被官便不再前往小濱（武田家政廳）「出頭」（即赴任、報到），轉而各自固守在自己的領地。
此外，根據河村昭一先生的研究指出，武田父子對立背後，尚存在著圍繞三好長慶的路線分歧—即【親細川晴元的信豐】與【親三好的義統】之間的矛盾。換言之，為了對抗仍與晴元維持合作關係的信豐，義統因而與三好氏建立聯繫:22。
在這場弘治－永祿武田內亂中，昌經起初站在年輕當主義統一方，並與擁立信豐派的家臣作戰。直至永祿三年（1560年），昌經仍做為武田義統派的一員，與信豐派武田家臣及與期聯手的丹波浪人對抗。
可到了永祿四年（1561年），昌經卻轉而與當時進攻丹波的內藤宗勝（即松永長賴）聯手，對武田家發動叛亂。
傳統之觀點，將昌經之叛亂視為單純的「下剋上」。然而，近年來已從畿內政治史的視角，針對昌經叛亂事件展開更深入的研究。
據馬部隆弘先生之說法，叛亂之所以發生與義統立場轉變有關。其指出，在永祿四年（1561年）四月，原本敵對的義統與信豐達成和解，信豐也從近江返回若狹。義統選擇和解之目的，是為了避免自己在支援晴元方的日本海沿岸舊守護（越前朝倉氏、出雲尼子氏）聯合中，陷入孤立所採取的對策。然而這樣的舉措卻致使原本為掃討晴元方而加入宗勝一方的昌經，失去了立足之地。換言之，義統在與信豐和解的過程中拋棄了昌經，結果昌經轉而加入宗勝一方，對信豊和義統發動反叛:22-23 。
永祿四年（1561年）六月，松永・逸見聯軍與獲得越前國朝倉義景援軍的義統軍交戰，遭遇敗北（見《嚴助大僧正記》永祿四年六月條：若狭へ法雲、粟屋等入国、自旧冬及合戰、自越前武田合力人一万千計罷上云々、仍法雲・粟屋・邊（逸）見等人衆悉引退、…）。昌經也在同年八月十五日被迫投降並放棄居城砕導山城（見《當國御陣之次第》）。
重歸武田家的昌經，獲得義統原諒。永祿八年（1565年），昌經於砕導山城北方約2公里處，另築一座新的高濱城作為本城。
永祿九年（1566年）閏八月，企圖擁立義統之子武田元明的熊谷統直發動叛亂。昌經與武田信方、武藤友益等人站在義統一方，甚至幕府奉公眾之一的本鄉信當也加入戰鬥，最終才勉強將這場叛亂平定（見《本鄉文書》第166～168號）。
然而，若狹國內部仍未擺脫混亂局勢，武田氏家臣的離反與分裂接連不斷，戰鬥反覆上演，政局已難以恢復穩定。

### 仕於織田信長
永祿十年（1567年），武田義統逝世，家督之位由年僅6歲的元明接任。
永祿十一年（1568年），朝倉義景侵攻若狹。同年八月，元明遭朝倉氏以保護為由強行帶往一乘谷。此舉實際上標誌著延續約130年的武田宗家對若狹國的統治走向終結。至此，若狹國在形式上成為由將軍所控制的領國。
在朝倉氏入侵若狹之後，永祿十一年（1568年）九月，尾張大名織田信長迎接將軍足利義昭進入美濃，並隨之上洛。這也迫使尚未統一、仍處於分裂與爭鬥狀態的武田氏家臣們，必須迅速選擇究竟要效忠於保護元明的義景，抑或與義昭一同上洛、氣勢正盛的信長 。
永祿十二年（1569年）四月，信長開始出面著手掌控若狹的武士勢力，昌經與其他多數舊武田家臣也明確表示效忠信長。此時，義景開始對信長展現出敵對態度。
元龜元年（1570年）四月二十日，信長為討伐拒絕上洛命令的義景，自京都出陣，進軍至遠敷郡熊川。當時，包括昌經、山縣秀政、白井勝胤，以及內藤、熊谷、香川、寺井、松宮、畑田等「若狹國中有名的武士們」皆前往熊川迎接信長（見《若州國吉籠城記》）。其後昌經並隨軍出征越前，加入了攻擊朝倉氏的行列。
天正元年（1573年）八月，朝倉氏滅亡。返回若狹的元明，因曾與朝倉氏結盟，原本面臨被信長處死的命運。但據《佛國寺藏武田氏系圖》記載，在舊臣粟屋勝久與熊谷直之的懇求下，最終獲得赦免。然而，元明並未被允許再次召集舊臣、重建武田氏；原本的武田舊臣被指定改屬於信長宿老之一的丹羽長秀。
天正三年（1575年）七月，元明率昌經、粟屋勝久、熊谷直之、山縣秀政、內藤重政、白井光胤、松宮玄蕃、畑田等人，前往京都相國寺拜謁信長。而這些人也被稱為「若狹眾」。
同年八月，昌經等「若狹眾」作為海上軍參與了信長討伐越前一向一揆之戰。
天正六年（1578年）六月，「若狹眾」在長秀指揮之下參與對播磨神吉城的攻擊（見《信長公記》）。
作為「若狹眾」之首席，昌經的地位始終未曾動搖，且深獲信長重用。昌經本有高濱5千石領地，後來武藤友益所領的大飯郡佐分利3千石領地也被信長賜予昌經。至此，昌經的總領地達8千石，實為一方重臣。
天正九年（1581年）二月廿三日，在京都舉行的馬揃」（軍事閱兵）中，昌經與信長重臣柴田勝家、明智光秀等人一同，以若狹眾第一隊的身份參加。約一個月後的三月廿六日，昌經病逝，享年不詳。其8千石遺領中，高濱城的5千石分封給丹羽長秀之家臣溝口秀勝，而新封的3千石則分配給武田元明。

### 後嗣
由於昌經無子，因此逸見家據稱在此斷絕。然而據《若狹郡縣志》記載，昌經有一子名為源太虎清。也有學者認為逸見家的沒落，可能是信長有意促成，以利自身統治。
後來，昌經之弟逸見經久之子昌久，成為德川氏譜代大名奧平信昌之家臣，逸見家的家祿因此延續至幕末時期。

## 出處
1. 1 2 3 4 5  『福井縣史 通史編2』（1994）P.690
2. ↑  『福井縣史 通史編2』（1994）P.723
3. 1 2 3  笹木康平. . 福井県郷土誌懇談会発行. 2024.
4. 1 2 3 4  福井県小浜市教育委員会（2021）P.17
5. ↑  木下聡（2016）
6. ↑  日本史專欄 逸見昌經（2024）
7. ↑  新谷和之（2024）P.165
8. ↑  新谷和之（2024）P.159
9. ↑  松浦義則（2020）P.40-41
10. ↑  松浦義則（2020）P.41
11. ↑  新谷和之（2024）P.167
12. ↑  堀尾吉晴公共同研究会報告書（2021）P.23
13. 1 2  『福井縣史 通史編2』（1994）P.725
14. ↑  松浦義則（2020）P.44
15. ↑  松浦義則（2020）P.45
16. 1 2  『福井縣史 通史編2』（1994）P.726
17. 1 2  『福井縣史 通史編2』（1994）P.727
18. 1 2 3  『福井縣史 通史編3』（1994）P.57
19. ↑  谷口克広（1995）P.241
20. ↑  『福井縣史 通史編3』（1994）P.29
21. ↑  日本史專欄 逸見昌經（2024）
22. ↑  相国寺 相国会本部 円明120号（2023）P.17
23. ↑  『小濱市史 諸家文書編4』（1987）P.1063
24. ↑  松浦義則（2020）P.49
25. ↑  『新發田市史 上卷』（1980）P.221-223